# 第9回セントルイス映画批評家協会賞
第9回セントルイス映画批評家協会賞は、セントルイス映画批評家協会が2012年の映画に贈る賞であり、2012年12月11日にノミネート、12月17日に結果が発表された。

## 受賞と次点とノミネート一覧
太字が受賞である。

### 主演男優賞
- ダニエル・デイ＝ルイス - 『リンカーン』
  - 次点: ブラッドリー・クーパー - 『世界にひとつのプレイブック』
  - ジェイミー・フォックス - 『ジャンゴ 繋がれざる者』
  - ジョン・ホークス - 『セッションズ』
  - ホアキン・フェニックス - 『ザ・マスター』
  - デンゼル・ワシントン - 『フライト』

### 主演女優賞
- ジェシカ・チャステイン - 『ゼロ・ダーク・サーティ』
  - 次点: ジェニファー・ローレンス - 『世界にひとつのプレイブック』
  - ヘレン・ミレン - 『ヒッチコック』
  - オーブリー・プラザ - 『彼女はパートタイムトラベラー』
  - クヮヴェンジャネ・ウォレス - 『ハッシュパピー 〜バスタブ島の少女〜』

### アニメ映画賞
- 『シュガー・ラッシュ』
  - 次点: 『パラノーマン ブライス・ホローの謎』
  - 『メリダとおそろしの森』
  - 『フランケンウィニー』
  - 『ガーディアンズ 伝説の勇者たち』

### 撮影賞
- 『007 スカイフォール』 - ロジャー・ディーキンス
  - 次点: 『ライフ・オブ・パイ/トラと漂流した227日』 - クラウディオ・ミランダ
  - 『ハッシュパピー 〜バスタブ島の少女〜』 - ベン・リチャードソン
  - 『クラウド アトラス』 - フランク・グリーベ、ジョン・トール
  - 『ジャンゴ 繋がれざる者』 - ロバート・リチャードソン
  - 『ザ・マスター』 - ミハイ・マライメア・Jr

### 監督賞
- ベン・アフレック - 『アルゴ』
  - 次点: クエンティン・タランティーノ - 『ジャンゴ 繋がれざる者』
  - 次点: ベン・ザイトリン - 『ハッシュパピー 〜バスタブ島の少女〜』
  - ウェス・アンダーソン - 『ムーンライズ・キングダム』
  - キャスリン・ビグロー - 『ゼロ・ダーク・サーティ』
  - アン・リー - 『ライフ・オブ・パイ/トラと漂流した227日』

### ドキュメンタリー映画賞
- Ai Weiwei: Never Sorry
  - 次点: Bully
  - 次点: How to Survive a Plague
  - 『二郎は鮨の夢を見る』
  - 『シュガーマン 奇跡に愛された男』

### 作品賞
- 『アルゴ』
  - 次点: 『ライフ・オブ・パイ/トラと漂流した227日』
  - 次点: 『リンカーン』
  - 『ジャンゴ 繋がれざる者』
  - 『ムーンライズ・キングダム』
  - 『ゼロ・ダーク・サーティ』

### コメディ賞
- 『ムーンライズ・キングダム』
- 『テッド』
  - 『キャビン』
  - 『セブン・サイコパス』
  - 『シュガー・ラッシュ』

### 外国語映画賞
- 『最強のふたり』 -  フランス
  - 次点: The Fairy (La fée) -  フランス/ ベルギー
  - 次点: 『ヘッドハンター』 -  ノルウェー
  - 『ホーリー・モーターズ』 -  フランス/ ドイツ
  - 『少年と自転車』 -  ベルギー/ フランス/ イタリア

### 音楽賞
- 『ジャンゴ 繋がれざる者』
- 『ムーンライズ・キングダム』
  - 『ハッシュパピー 〜バスタブ島の少女〜』
  - 『クラウド アトラス』
  - 『ダークナイト ライジング』
  - Not Fade Away

### オリジナル脚本賞
- 『ゼロ・ダーク・サーティ』 - マーク・ボール
  - 次点: 『ジャンゴ 繋がれざる者』 - クエンティン・タランティーノ
  - 『キャビン』 - ジョス・ウィードン、ドリュー・ゴダード
  - 『ムーンライズ・キングダム』 - ウェス・アンダーソン、ロマン・コッポラ
  - 『セブン・サイコパス』 - マーティン・マクドナー

### 脚色賞
- 『リンカーン』 - トニー・クシュナー
- 『世界にひとつのプレイブック』 - デヴィッド・O・ラッセル
  - 『アルゴ』 - クリス・テリオ
  - 『ハッシュパピー 〜バスタブ島の少女〜』 - ルーシー・アリバー、ベン・ザイトリン
  - 『ライフ・オブ・パイ/トラと漂流した227日』 - デヴィッド・マギー
  - 『ウォールフラワー』 - スティーヴン・シュボースキー

### 助演男優賞
- クリストフ・ヴァルツ - 『ジャンゴ 繋がれざる者』
  - 次点: トミー・リー・ジョーンズ - 『リンカーン』
  - アラン・アーキン - 『アルゴ』
  - ジョン・グッドマン - 『アルゴ』
  - ウィリアム・H・メイシー - 『セッションズ』
  - ブルース・ウィリス - 『ムーンライズ・キングダム』

### 助演女優賞
- アン・ダウド - 『コンプライアンス 服従の心理』
- ヘレン・ハント - 『セッションズ』
  - エイミー・アダムス - 『ザ・マスター』
  - サリー・フィールド - 『リンカーン』
  - アン・ハサウェイ - 『レ・ミゼラブル』
  - エマ・ワトソン - 『ウォールフラワー』

### 視覚効果賞
- 『ライフ・オブ・パイ/トラと漂流した227日』
  - 次点: 『アベンジャーズ』
  - 『クラウド アトラス』
  - 『プロメテウス』
  - 『スノーホワイト』

### アートハウス・フェスティバル映画賞
- 『コンプライアンス 服従の心理』
- 『彼女はパートタイムトラベラー』
  - 『バーニー/みんなが愛した殺人者』
  - The Fairy
  - Sleepwalk with Me
  - 『テイク・ディス・ワルツ』

### 場面賞
- 『ジャンゴ 繋がれざる者』: "バッグ・ヘッド"・バッグ/マスク問題のシーン
- 『ヒッチコック』: アンソニー・ホプキンスが音楽に合わせて指揮/『サイコ』のシャワーシーンでの観客の反応
- 『インポッシブル』: オープニングでの津波シーン
- 『ザ・マスター』: フィリップ・シーモア・ホフマンとホアキン・フェニックスの最初の「処理」尋問シーン
  - 『ハッシュパピー 〜バスタブ島の少女〜』: ハリケーン
  - 『フライト』: 飛行機事故